# Brithenig
Brithenig is een kunsttaal, die in 1996 werd gebouwd door de Nieuw-Zeelander Andrew Smith. Het is de hypothetische weergave van de Romaanse taal die zou zijn ontstaan, wanneer het Brits-Keltisch als de volkstaal van Groot-Brittannië was vervangen door het vulgair Latijn: een zustertaal van het Frans, Spaans en Italiaans, die echter wordt gekenmerkt door de klankwisselingen van het Welsh en vele leenwoorden uit het Keltisch.
Waar kunsttalen als het Esperanto nastreven een zo groot mogelijk aantal sprekers over de hele wereld te verwerven, heeft het nooit tot de doelstellingen van het Brithenig behoord daadwerkelijk gesproken of anderszins gebruikt te worden. Evenmin dient het Brithenig ter illustratie van een boek of film, zoals het Klingon. Wel creëerde Smith een alternatieve geschiedenis, Ill Bethisad, waarin het ontstaan van het Brithenig wordt verklaard en die in de loop der jaren is uitgegroeid tot een groot project met meer dan dertig deelnemers.
Het Brithenig staat zeer hoog aangeschreven onder linguafictici. Het is het oudste bekende geval van een op de alternatieve evolutie van een natuurlijke taal gebaseerde kunsttaal. Als zodanig wordt het Brithenig beschouwd als de exponent bij uitstek van het genre, waartoe ook geëxtrapoleerde Romaanse talen als het Breathanach (gebaseerd op het Gaelic) en het Wenedyk (gebaseerd op het Pools) behoren.

## Woordenschat
De volgende lijst van dertig woorden laat zien hoe het Brithenig er uit ziet in vergelijking met Nederlands en acht Romaanse talen:
| Nederlands | Latijn          | Portugees | Spaans       | Frans   | Italiaans | Reto-Romaans      | Roemeens      | Brithenig          | Wenedyk |
| ---------- | --------------- | --------- | ------------ | ------- | --------- | ----------------- | ------------- | ------------------ | ------- |
| arm        | bracchium       | braço     | brazo        | bras    | braccio   | bratsch           | braţ          | breich             | brocz   |
| dood       | mŏrs            | morte     | muerte       | mort    | morte     | mort              | moarte        | morth              | mroć    |
| ei         | ovum            | ovo       | huevo        | œuf     | uovo      | ov                | ou            | ew                 | ów      |
| eiland     | īnsŭla          | ilha      | isla         | île     | isola     | insla             | insulă        | ysl                | izła    |
| groen      | vĭrĭdis         | verde     | verde        | vert    | verde     | verd              | verde         | gwirdd             | wierdzi |
| hemel      | caelum          | céu       | cielo        | ciel    | cielo     | tschiel           | cer           | cel                | czał    |
| hond       | canis           | cão       | perro        | chien   | cane      | chaun             | câine         | can                | kań     |
| ik         | ĕgo             | eu        | yo           | je      | io        | jau               | eu            | eo                 | jo      |
| leven      | vīta            | vida      | vida         | vie     | vita      | vita              | viaţă         | gwid               | wita    |
| melk       | lac             | leite     | leche        | lait    | latte     | latg              | lapte         | llaeth             | łoc     |
| naam       | nōmen           | nome      | nombre       | nom     | nome      | num               | nume          | nôn                | numię   |
| nacht      | nŏx             | noite     | noche        | nuit    | notte     | notg              | noapte        | noeth              | noc     |
| oog        | ŏcŭlus          | olho      | ojo          | œil     | occhio    | egl               | ochi          | ogl                | okieł   |
| oor        | auris           | orelha    | oreja        | oreille | orecchio  | ureglia           | ureche        | origl              | urzykła |
| oud        | vĕtus           | velho     | viejo        | vieux   | vecchio   | vegl              | vechi         | gwegl              | wiekły  |
| paard      | ĕquus, cabăllus | cavalo    | caballo      | cheval  | cavallo   | chaval            | cal           | cafall             | kawał   |
| school     | schŏla          | escola    | escuela      | école   | scuola    | scola             | şcoală        | yscol              | szkoła  |
| stad       | cīvĭtas         | cidade    | ciudad       | cité    | città     | citad             | oraş          | ciwdad             | czytać  |
| stem       | vōx             | voz       | voz          | voix    | voce      | vusch             | voce          | gwg                | wucz    |
| ster       | stēlla          | estrela   | estrella     | étoile  | stella    | staila            | stea          | ystuil             | ścioła  |
| taal, tong | lĭngua          | língua    | lengua       | langue  | lingua    | linguatg, lieunga | limbă         | llinghedig, llingw | lęgwa   |
| tand       | dĕns            | dente     | diente       | dent    | dente     | dent              | dinte         | dent               | dzięć   |
| vader      | pater           | pai       | padre        | père    | padre     | bab               | tată          | padr               | poterz  |
| vis        | pĭscis          | peixe     | pez, pescado | poisson | pesce     | pesch             | peşte         | pisc               | pieszcz |
| voet       | pĕs             | pé        | pie          | pied    | piede     | pe                | picior        | pedd               | piedź   |
| vriend     | amīcus          | amigo     | amigo        | ami     | amico     | ami               | prieten, amic | efig               | omik    |
| vuur       | ignis, fŏcus    | fogo      | fuego        | feu     | fuoco     | fieu              | foc           | ffog               | fok     |
| water      | aqua            | água      | agua         | eau     | acqua     | aua               | apă           | ag                 | jekwa   |
| wind       | vĕntus          | vento     | viento       | vent    | vento     | vent              | vînt          | gwent              | więt    |
| zwart      | nĭger           | negro     | negro        | noir    | nero      | nair              | negru         | nîr                | niegry  |

## Voorbeeld
Het Onze Vader:
Nustr Padr, ke sia i llo gel:
sia senghid tew nôn:
gwein tew rheon:
sia ffaeth tew wolont,
syrs lla der sig i llo gel.
Dun nustr pan diwrnal a nu h-eidd;
e pharddun llo nustr phechad a nu,
si nu pharddunan llo nustr phechadur.
E ngheidd rhen di nu in ill temp di drial,
mai llifr nu di'll mal.
Per ill rheon, ill cofaeth e lla leir es ill tew,
per segl e segl. Amen.